# Nhâm Minh Hiền
Nhâm Minh Hiền là một đạo diễn Việt Nam. Anh được biết đến qua một số tác phẩm Thuyền giấy, Mặn hơn muối, Lời nguyền Domino, Hoa thiên điểu.

## Cuộc đời
Nhâm Minh Hiền sinh ra và lớn lên trong một gia đình khó khăn. Khi là sinh viên năm thứ 2 của trường Sân khấu Điện ảnh, Minh Hiền được chọn vào vai tù trưởng A Mún trong bộ phim nhựa Những đứa con thần linh. Sau một thời gian gắn bó với vai trò diễn viên, Nhâm Minh Hiền có thêm 5 năm làm việc tại Hãng phim TFS với vai trò trợ lý đạo diễn, phó đạo diễn cho các phim: Đất phương Nam, Người đẹp Tây Đô, Xóm nước đen, Ráng chiều, Thương hoài ngàn năm, Ông cá Hô, Dòng đời.
Sau đó anh chuyển công tác tại Đài phát Thanh - Truyền hình Lâm Đồng.  Năm 2008, anh xin nghỉ việc ở Đài Lâm Đồng trở về Thành phố Hồ Chí Minh theo đuổi sự nghiệp đạo diễn. Bộ phim đánh dấu sự trở lại của Nhâm Minh Hiền, Hoa thiên điểu đã giúp anh đoạt giải Đạo diễn phim truyền hình xuất sắc tại Cánh diều vàng 2008.
Năm 2011, Minh Hiền thực hiện bộ phim Vùng đất không yên tĩnh phản ánh về những vấn đề của xã hội như vụ ô nhiễm môi trường của nhà máy TungWang và công ty Vedan. Năm 2013, ra mắt bộ phim Thuyền giấy lấy bối cảnh miền Tây sông nước. Bộ phim đoạt Giải Cánh diều ở 4 hạng mục trên tổng số 5 hạng mục đề cử của thể loại phim truyền hình. Nhâm Minh Hiền được đánh giá tạo ra những bộ phim mang đầy tính giáo dục, nhân văn, dễ đi vào cuộc sống qua các bộ phim Mặn hơn muối, Hương bưởi, Những khúc sông dậy sống. Năm 2019, Nhâm Minh Hiền được phong danh hiệu Nghệ sĩ ưu tú.
Nhâm Minh Hiền đã lập gia đình và có hai người con.

## Tác phẩm

### Vai trò diễn viên
| Năm  | Tên phim           | Vai diễn                       | Đạo diễn | Kênh | Nguồn |
| ---- | ------------------ | ------------------------------ | -------- | ---- | ----- |
| 2008 | Tường Vy cánh mỏng | Trần Quang Đại - Trần Hữu Phúc | HTV9     |      |       |

### Vai trò đạo diễn
| Năm  | Tên phim                  | Ghi chú                                                         | Tập          | Kênh   | Nguồn  |
| ---- | ------------------------- | --------------------------------------------------------------- | ------------ | ------ | ------ |
| 2008 | Hoa thiên điểu            | Đồng đạo diễn với Đinh Hà.                                      | 31           | HTV9   |        |
| 2009 | Gia đình phép thuật       | (tập 1)                                                         | Phó đạo diễn | HTV7   | [ 12 ] |
| 2010 | Yêu từ thuở nào           |                                                                 | 42           | THVL1  |        |
| 2011 | Vùng đất không yên tĩnh   |                                                                 | 31           | HTV7   |        |
| 2012 | Phiên chợ số              |                                                                 | 36           | HTV9   |        |
| 2012 | Thời gian để yêu          |                                                                 | 30           | HTV7   |        |
| 2012 | Tiểu thư vào bếp          |                                                                 | 32           | SCTV14 |        |
| 2013 | Hương bưởi                |                                                                 | 40           | THVL1  |        |
| 2013 | Thuyền giấy               |                                                                 | 32           | HTV7   |        |
| 2014 | Bí mật anh và em          |                                                                 | 36           | HTV7   |        |
| 2014 | Đường hoang lạc bước      |                                                                 | 32           | HTV9   |        |
| 2014 | Khi người đàn ông trở lại |                                                                 | 33           | HTV9   |        |
| 2015 | Chiếc vòng ngọc huyết     |                                                                 | 40           | VTV9   |        |
| 2015 | Mặn hơn muối              |                                                                 | 38           | HTV7   |        |
| 2016 | Mai anh đào               |                                                                 | 41           | SCTV14 |        |
| 2016 | Đặc vụ ở Ma Cao           |                                                                 | 34           | HTV7   |        |
| 2017 | Trả giá                   |                                                                 | 30           | VTV6   |        |
| 2017 | Mẹ hổ dạy con dâu         |                                                                 | 40           | SCTV14 |        |
| 2017 | Con đường hoàn lương      |                                                                 | 40           | THVL1  |        |
| 2018 | Những khúc sông dậy sóng  |                                                                 | 22           | ATV    |        |
| 2019 | Lời nguyền Domino         |                                                                 | 40           | SCTV14 |        |
| 2020 | Giọt máu vô hình          |                                                                 | 30           | SCTV14 |        |
| 2021 | Chống lại số phận         |                                                                 | 32           | SCTV14 |        |
| 2022 | Vợ quan                   | Chuyển thể từ tiểu thuyết cùng tên của tác giả Đường Đạt Thiên. | 47           | SCTV14 |        |
| 2023 | Màu cát                   |                                                                 | 35           | SCTV14 |        |
| 2023 | Vòng xoáy tình thù        |                                                                 |              | SCTV14 |        |
| 2023 | Chị em khác mẹ            |                                                                 | 40           | VTV9   |        |
| 2024 | Hạnh phúc bị đánh cắp     |                                                                 |              | VieON  |        |

## Giải thưởng
| Năm  | Giải thưởng                                     | Hạng mục                | Tác phẩm          | Kết quả        | Nguồn |
| ---- | ----------------------------------------------- | ----------------------- | ----------------- | -------------- | ----- |
| 2008 | Giải Cánh diều                                  | Phim truyện truyền hình | Hoa thiên điểu    | Cánh diều bạc  |       |
| 2008 | Giải Cánh diều                                  | Đạo diễn xuất sắc       | Hoa thiên điểu    | Đoạt giải      |       |
| 2013 | Giải Cánh diều                                  | Phim truyện truyền hình | Thuyền giấy       | Cánh diều vàng |       |
| 2013 | Giải Cánh diều                                  | Đạo diễn xuất sắc       | Thuyền giấy       | Đoạt giải      |       |
| 2015 | Giải Cánh diều                                  | Phim truyện truyền hình | Mặn hơn muối      | Bằng khen      |       |
| 2019 | Giải Cánh diều                                  | Phim truyện truyền hình | Lời nguyền Domino | Cánh diều bạc  |       |
| 2019 | Giải Cánh diều                                  | Biên kịch xuất sắc      | Lời nguyền Domino | Đoạt giải      |       |
| 2020 | Liên hoan phim truyền hình toàn quốc lần thứ 40 | Phim truyền hình        | Giọt máu vô hình  | Bằng khen      |       |
| 2021 | Hội Điện Thành phố Hồ Chí Minh                  | Phim truyền hình        | Giọt máu vô hình  | Giải B         |       |